# Cerchi

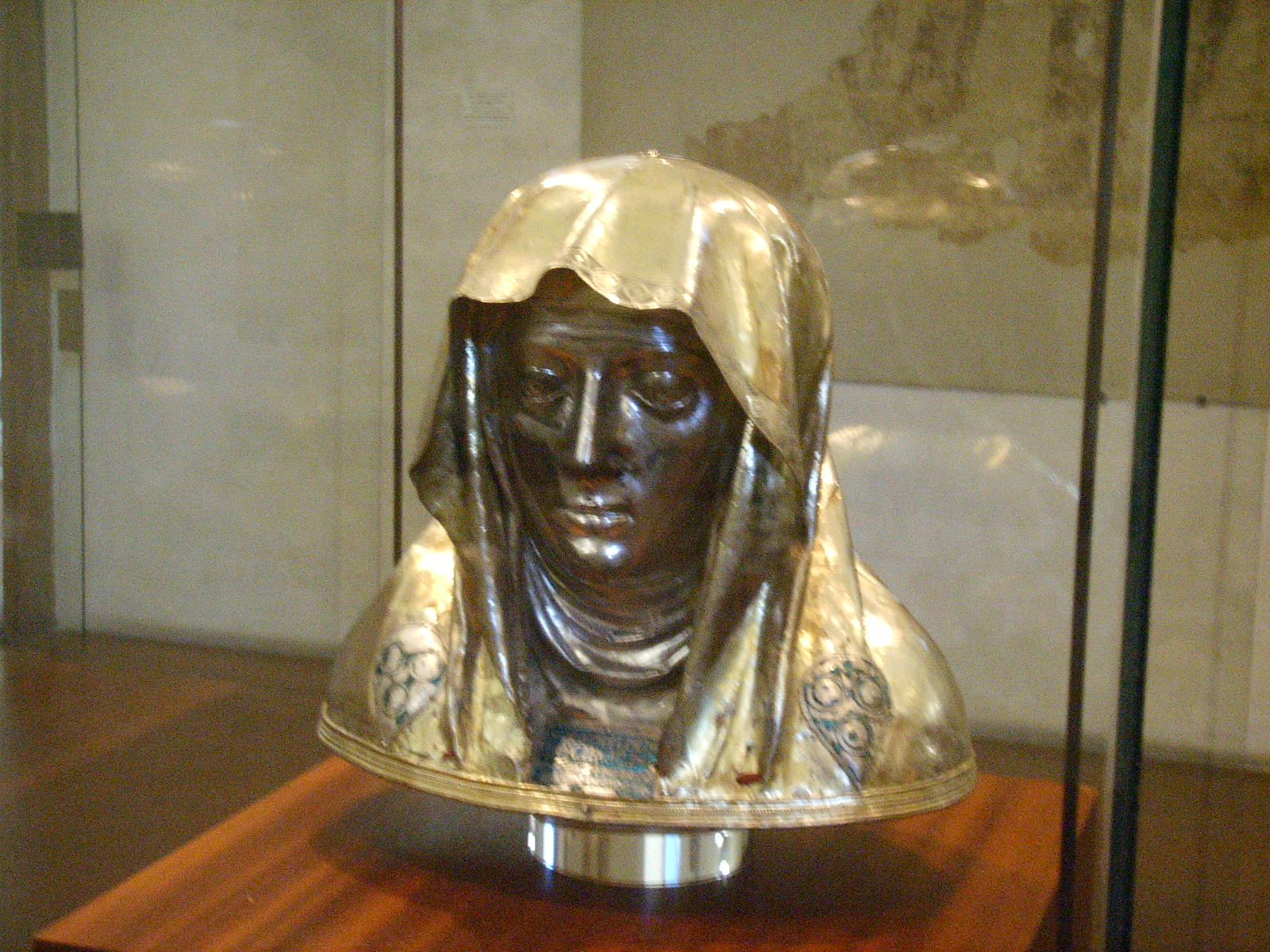
Busto-reliquiario della beata Umiliana de' Cerchi

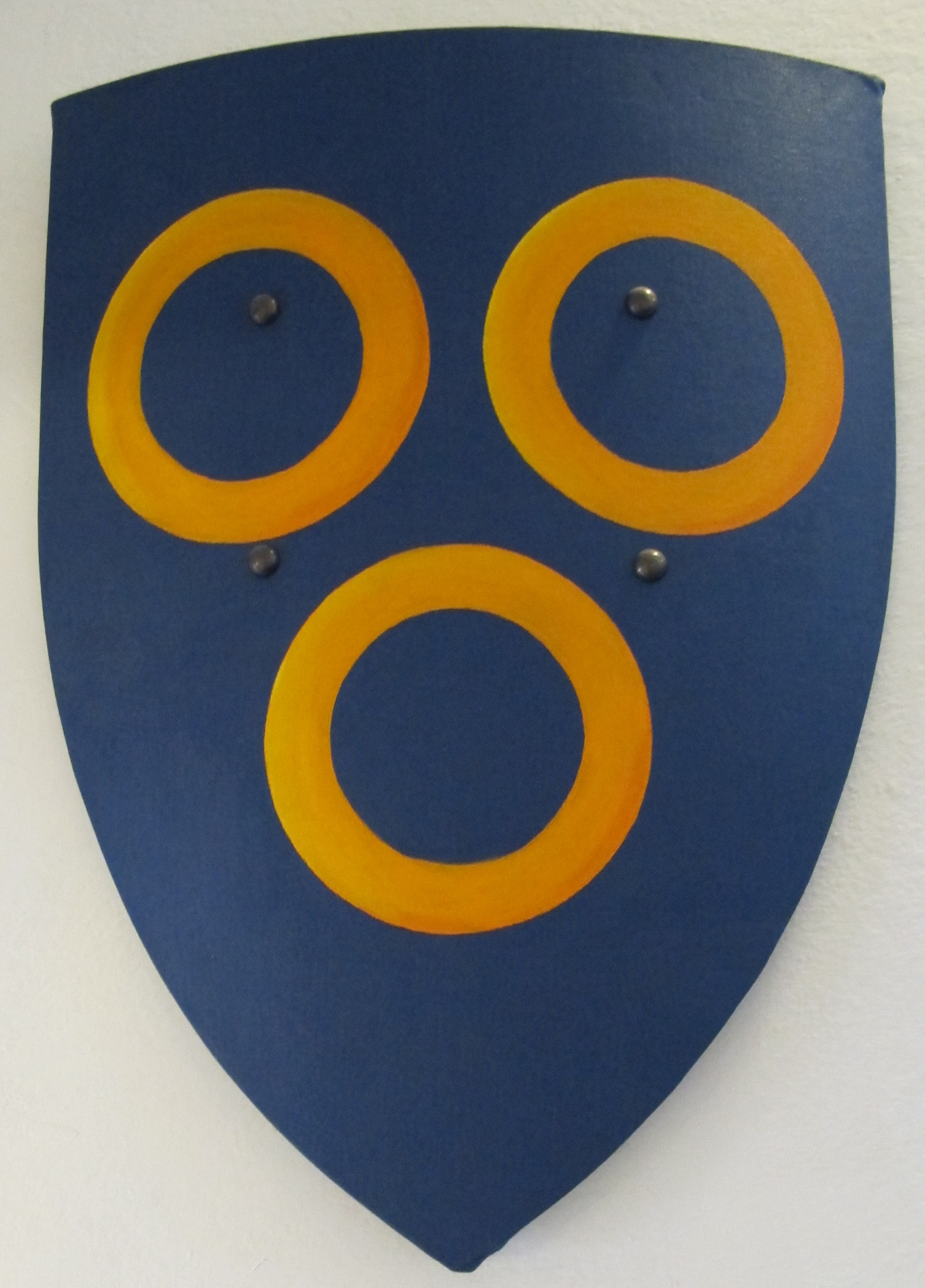
Stemma Cerchi

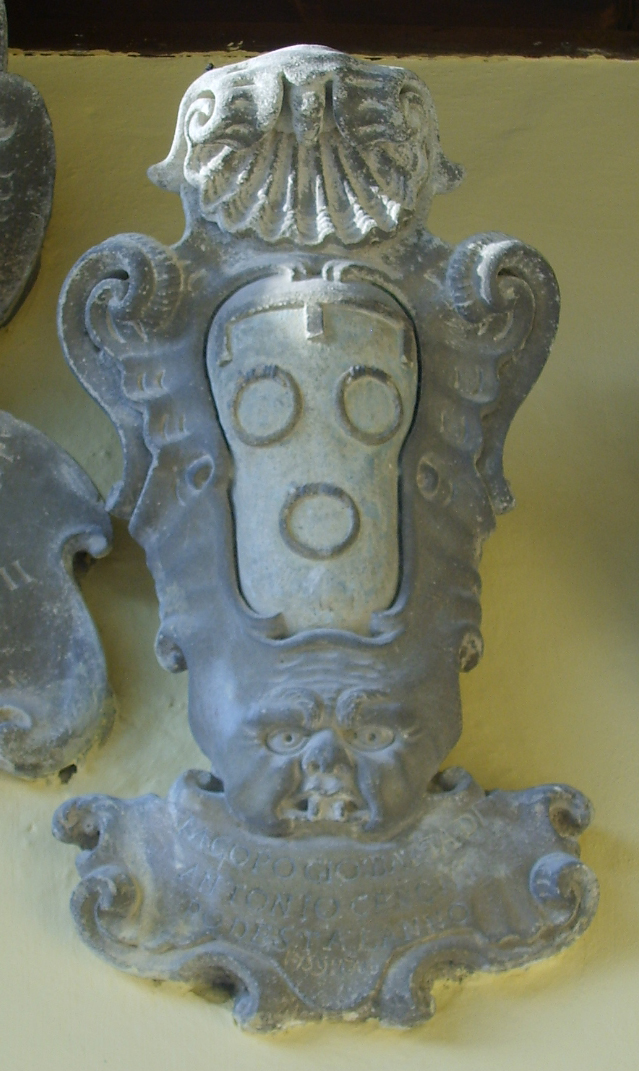
Stemma dei Cerchi

I Cerchi furono una potente famiglia magnatizia che controllava molte attività industriali e bancarie fiorentine e arrivò a svolgere un ruolo cruciale nella finanza e nella politica di Firenze.

## Storia familiare
Giunti a Firenze nella prima metà del XIII secolo, provenienti dal contado, in particolare dal castello di Acone presso Pontassieve, si guadagnarono presto una solida ricchezza attraverso il commercio e le attività finanziarie, arrivando a diventare una delle più ricche famiglie dell'epoca.
Nel 1245 moriva Umiliana de' Cerchi, una donna che aveva vissuto dedicandosi alla preghiera e ad aiutare la povera gente, venerata subito come una santa vivente e beatificata in seguito.
Famiglia guelfa, si impose dopo la battaglia di Benevento che fece sì che i ghibellini venissero definitivamente cacciati dalla città.
Comprò alcune case nella cerchia antica di Firenze, già appartenute ai Conti Guidi e confinanti con quelle degli orgogliosi nobili dei Donati, con i quali nacquero alcune contese e problemi di vicinato. Queste vicende furono alla base di una rivalità sempre crescente, con numerosi episodi via via più gravi, che nel giro di pochi anni portò la città sull'orlo di una nuova guerra civile, con la nascita di due nuove fazioni opposte: quella dei guelfi neri, capitanati da Corso Donati e quella dei guelfi bianchi, capitanata appunto da Vieri de' Cerchi. La vicenda viene ricordata da Dino Compagni in questi termini:
(Dino Compagni, Cronica delle cose occorrenti ne' tempi suoi, Libro I, XX)
I Bianchi erano più moderati, mentre i Neri sostenevano l'oligarchia nobiliare cittadina e davano un assoluto appoggio al papa (all'epoca il controverso Bonifacio VIII). Sebbene più numerosi i Bianchi, ne facevano parte per esempio Dante Alighieri e Dino Compagni, essi non seppero mai per vigliaccheria o per riluttanza a prendere le armi contro l'altra fazione, e non sfruttarono i momenti di temporanea superiorità rispetto all'altra fazione a volte indebolita. Con l'arrivo di Carlo di Valois, inviato dal papa, la situazione si complicò per i bianchi. Con il pretesto di una congiura contro il re ospite in città (congiura documentata da un atto notarile stipulato tra i Gherardini, i Cerchi e la Repubblica di Siena, ma probabilmente frutto di una falsificazione ad hoc dagli stessi Neri) egli prendeva il controllo e cacciava tutti i Bianchi esiliandoli.
Dante cita in vari punti, in maniera spesso indiretta i Cerchi, e li accusa della sua rovina per la loro stolta guida del partito dei guelfi bianchi. A Ciacco nel VI canto dell'Inferno li fa chiamare come la parte selvaggia, intesa come rustica, del contado, mentre Cacciaguida nel XVI canto del Paradiso dice con un certo rimpianto, che se non fossero esistiti i conflitti tra papa e imperatore, magari molte famiglie oggi fatte fiorentine sarebbero rimaste nel contado, per esempio "sarieno i Cerchi nel piover -cioè nel popolo- d'Acone".
Una parte dei Cerchi, quella meno faziosa, su concessione papale poté tornare a Firenze già un anno dopo l'esilio, nel 1303, anche se la loro fortuna familiare era ormai in pieno declino e non seppe tornare ai fasti di un tempo. Un'altra parte, invece, raggiunse la Lunigiana e fondò il paese di Mangia, comune di Sesta Godano, provincia della Spezia.
Il Palazzo dei Cerchi era costituito a partire dall'accorpamento di numerose case-torri addossate e si trova ancora tra Via del Corso e Via de' Cerchi a Firenze. La chiesa di Santa Margherita de' Cerchi si trova nelle vicinanze.